# جبل القرحة (دوعن)
'

تعديل مصدري - تعديل

جبل القرحة هي إحدى قرى عزلة صيف بمديرية دوعن التابعة لمحافظة حضرموت، بلغ تعداد سكانها 211 نسمة حسب تعداد اليمن لعام 2004.